# Beregnung

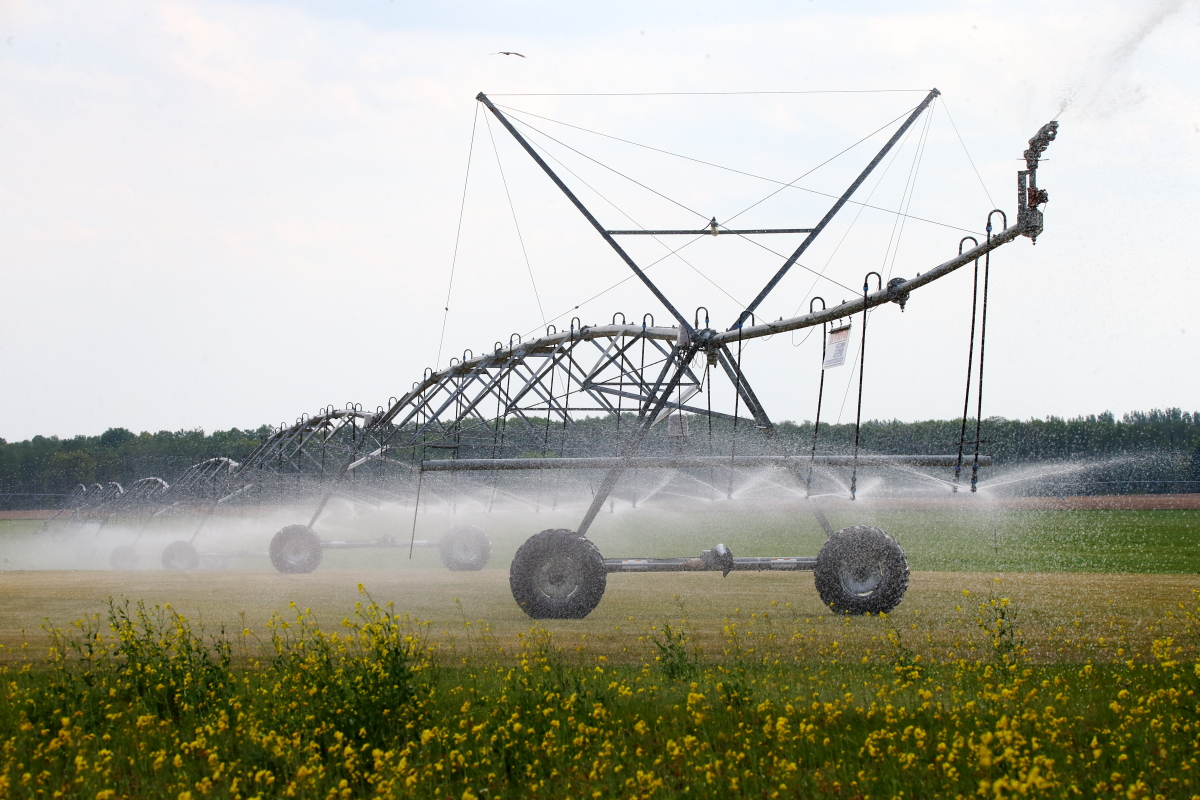
Beregnungsanlage in Mecklenburg

Als Beregnung bezeichnet man das offene Versprühen von Wasser auf landwirtschaftlich oder gärtnerisch genutzte Flächen. Besonders bei trockenen Böden und in regenarmen Zeiten dient es zur Deckung des Wasserbedarfs von Nutzpflanzen oder industriell gezogenen Zierpflanzen. 

## Bedeutung
Wasser ist ein bei allen Lebensvorgängen der Pflanzen benötigter Wachstumsfaktor, durch Wassermangel wird entsprechend dem Minimumgesetz  selbst bei ausreichender Versorgung mit allen anderen Wachstumsfaktoren das Wachstum und damit der Ertrag gemindert, bis hin zum Absterben der Pflanzen. Sie dient daher wie andere Bewässerungsformen unter anderem der Verbesserung der Turgeszenz und Abwendung der Welke. Die Beregnung ist nur eine der verschiedenen möglichen Maßnahmen zur künstlichen Bewässerung und nur in gemäßigten Klimagebieten verbreitet. Bei hohen Lufttemperaturen können hohe Verdunstungsverluste eintreten, die Beregnung sollte dann nach Möglichkeit in der Nacht und in den frühen Morgenstunden erfolgen.
Beregnung wird aber auch zur Abwehr von Frostschäden genutzt, in diesem Falle unabhängig davon, ob Wasser als Wachstumsfaktor hinreichend vorhanden ist. Eine Frostschutzberegnung kann unter anderem bei empfindlichen Frühjahrskulturen wie Erdbeeren, Frühkartoffeln, Weinreben und Obstkulturen erfolgen. 
In der Holzwirtschaft erfolgt Beregnung zur Konservierung eingeschlagenen Nutzholzes im sogenannten Nasslager und in der Bauwirtschaft zum Beispiel zur Staubbindung bei Abbrucharbeiten.

## Bewässerung

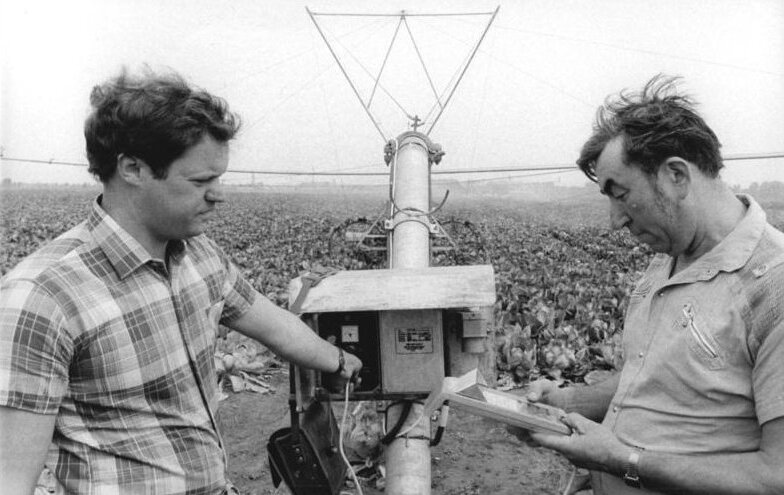
Steuerungseinheit einer Beregnungsanlage

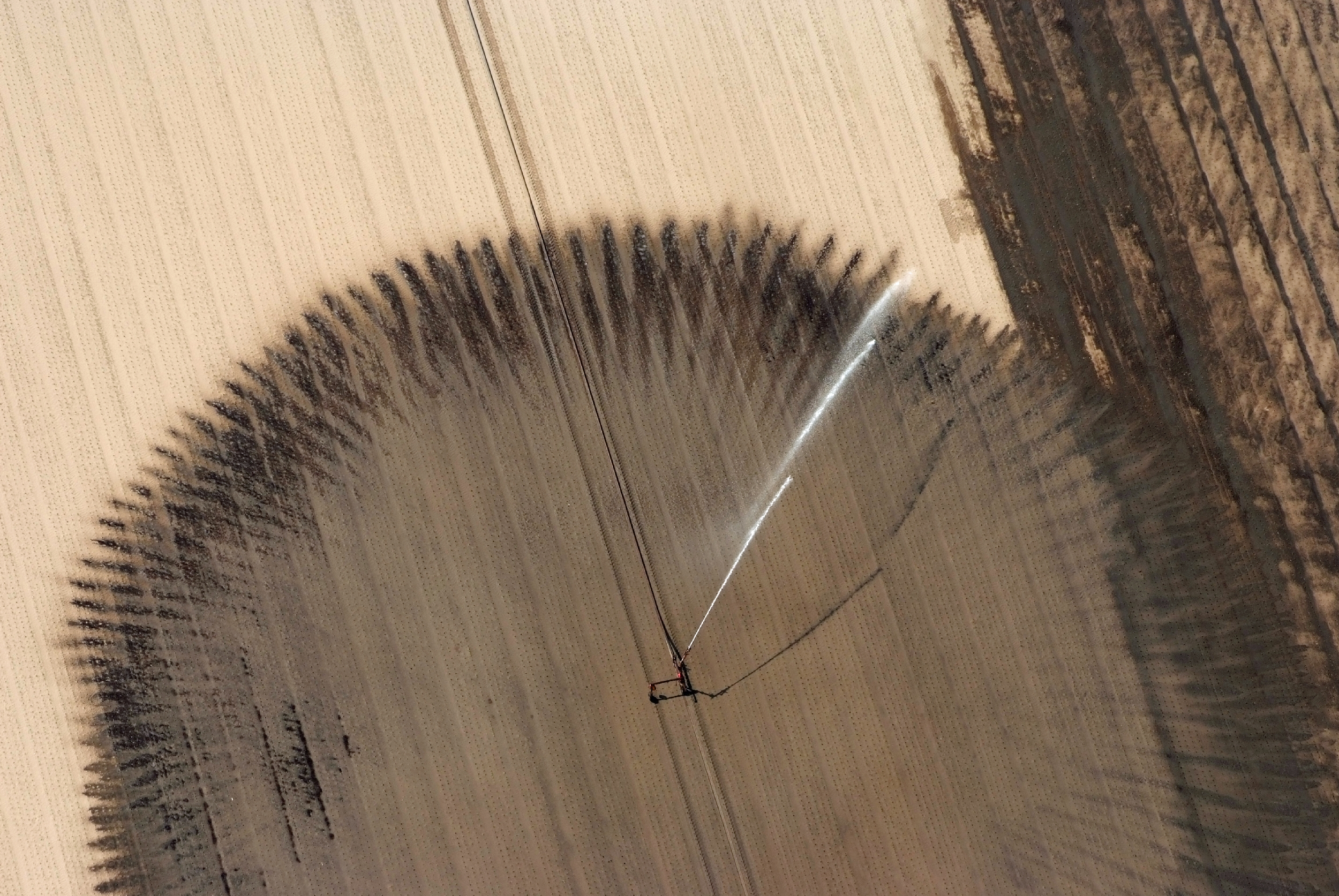
Beregnete Fläche bei Dörpen aus der Luft

Neben ortsfest oder veränderlich verlegten Rohr- bzw. Schlauchanlagen mit Regnern kleinerer Reichweite kommen auch Beregnungsmaschinen mit großen Reichweiten zum Einsatz, welche weitgehend selbsttätig auch sehr große Flächen wie Felder bewässern können. 
Bestandteile einer modernen Beregnungsanlage sind Wasserquelle (Brunnen), Wasserzwischenspeicher, Pumpe, Absperrschieber, Rohrleitung und Regner sowie eine Steuerungsanlage mit Decodern und Magnetventilen. Beregnungsanlagen werden zur Bewässerung von landwirtschaftlichen Nutzflächen, Golfplätzen, Gartenanlagen, Privatgärten und Pferdeställen eingesetzt. Bei größeren Anlagen umfassen die Rohrleitungen etwa 60 % des Wertes einer Beregnungsanlage. Sie bestehen meist aus PE-Schläuchen. Die Beregnung ist in der modernen Landwirtschaft der gemäßigten Klimagebiete weit verbreitet und hat Regionen mit sandigen Böden und/oder geringen Niederschlagsmengen erst fruchtbar gemacht.

## Frostschutz
Durch Frostschutzberegnung wird während Nachtfrösten im Frühjahr den zu schützenden Pflanzen, Sträuchern oder Bäumen künstlich Energie zugeführt. Der während frostkalter Nächte zugeführte künstliche Regen gefriert auf den Pflanzen. Bei der Änderung des Aggregatzustandes des Wassers in Eis wird Energie frei, die in einer dünnen Luftschicht zwischen Blatt und Eisschicht die Pflanzen vor dem Erfrieren schützt. Frostschutzberegnung findet sich bei empfindlichen Frühjahrskulturen wie zum Beispiel im Obstbau zur Blütezeit. Auch nach dem morgendlichen Temperaturanstieg muss weiter beregnet werden, bis das Eis geschmolzen ist. Ein aufkommender Wind könnte zu Verdunstungskälte führen, sodass die eisbedeckten Pflanzen selbst bei Wärmegraden erfrieren können.

## Konservierung von Holz
Im Nasslager werden eingeschlagene Baumstämme beregnet, damit sie bis zur Verarbeitung im Sägewerk nicht von Insekten wie Borkenkäfern oder von Pilzen befallen werden. Die Beregnung verhindert zugleich das Entstehen von Trocken- bzw. Schwindrissen. Derart konserviert kann das Frischholz über Jahre ohne Qualitätseinbuße gelagert werden.

## Staubbindung
In vielen Bereichen der verarbeitenden Industrie spielt die Staubentwicklung und die damit einhergehende Belastung für Mitarbeiter und Technik eine zunehmende Rolle. Unternehmen werden von Seiten der Umweltbehörden aus diesem Grund mit entsprechenden Auflagen belegt. Staubbindung ist zu einer Notwendigkeit in bestimmten Industriezweigen geworden und ist mitunter, was die Gesundheit am Arbeitsplatz betrifft, ein unerlässlicher Faktor.

## Bildergalerie
Beregnungssystem für größere Flächen:

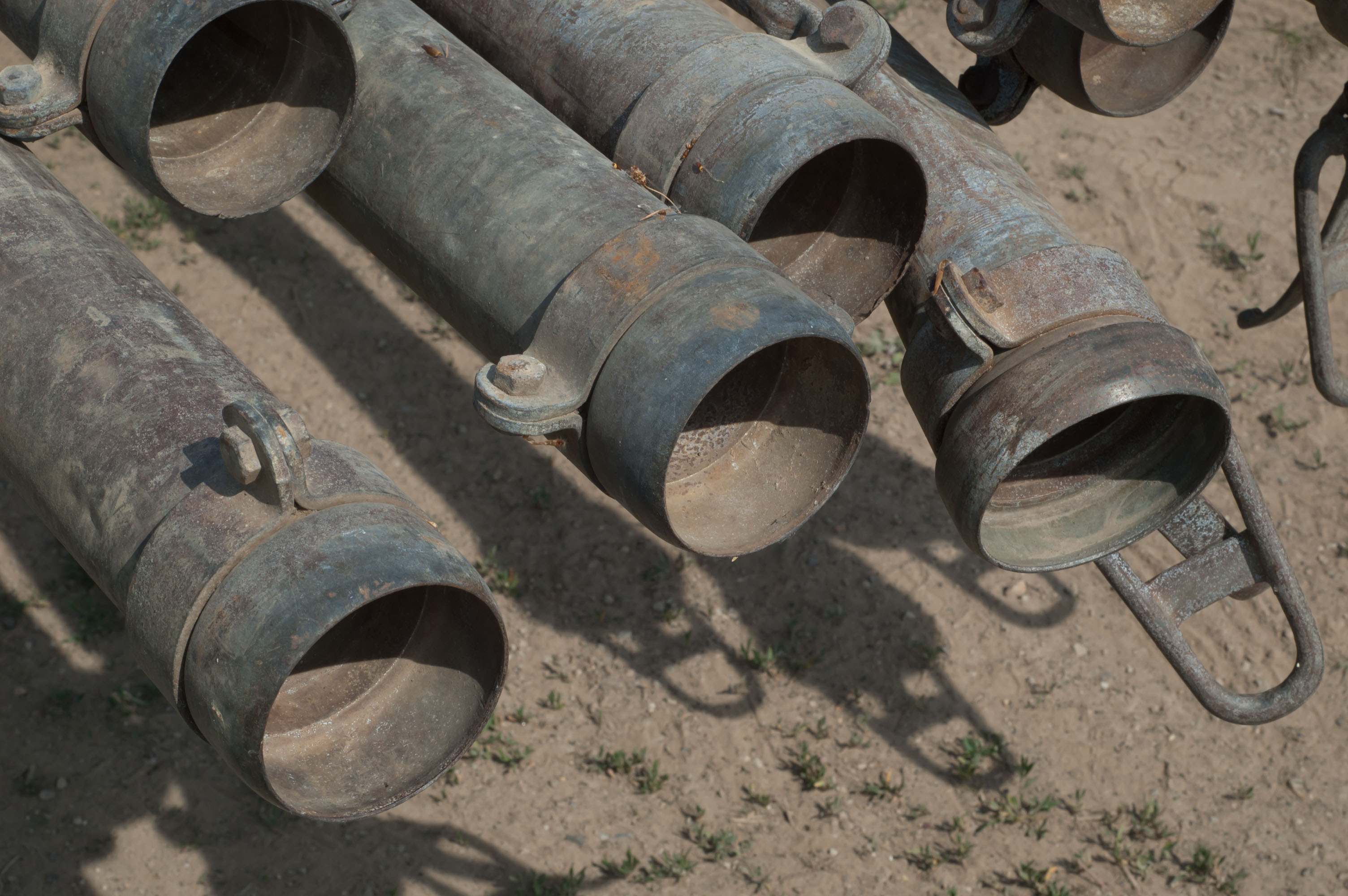
Leichte Stahlrohre mit Schnellkuppelsystem
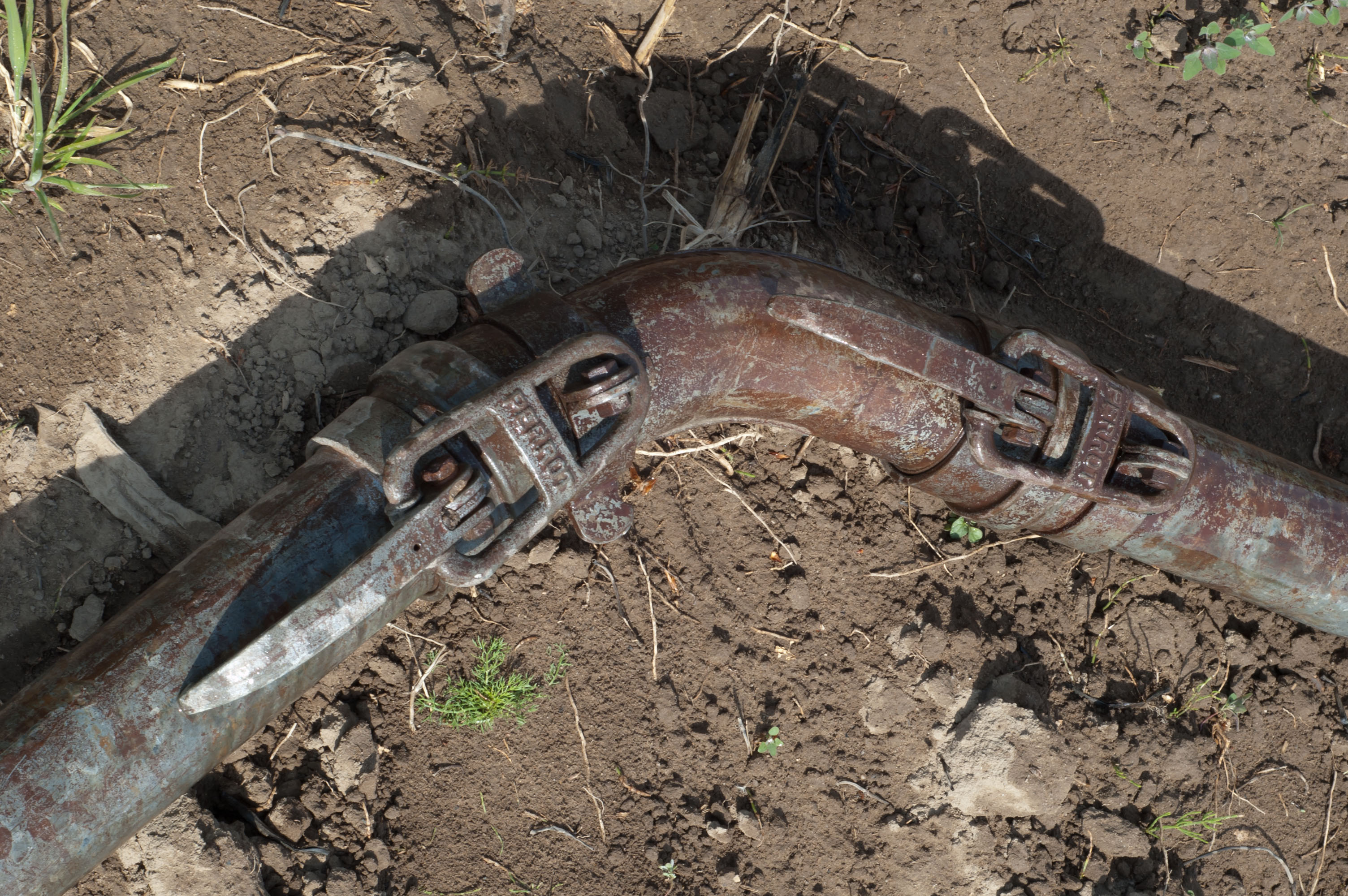
Detail der Zuleitungsrohre mit vorkonfektioniertem Bogenstück
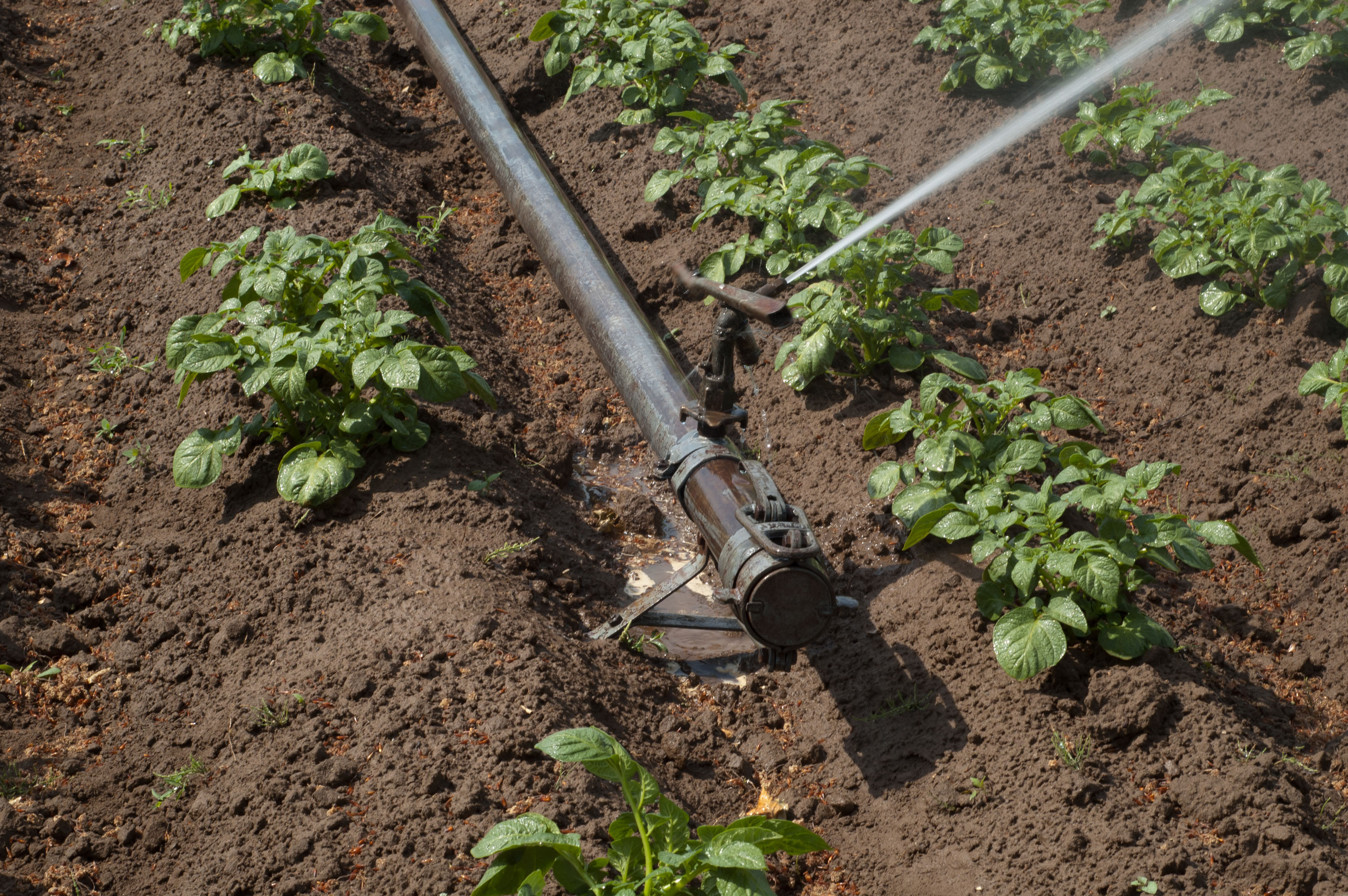
Endstück und auf Rohr montierter Sprinkler
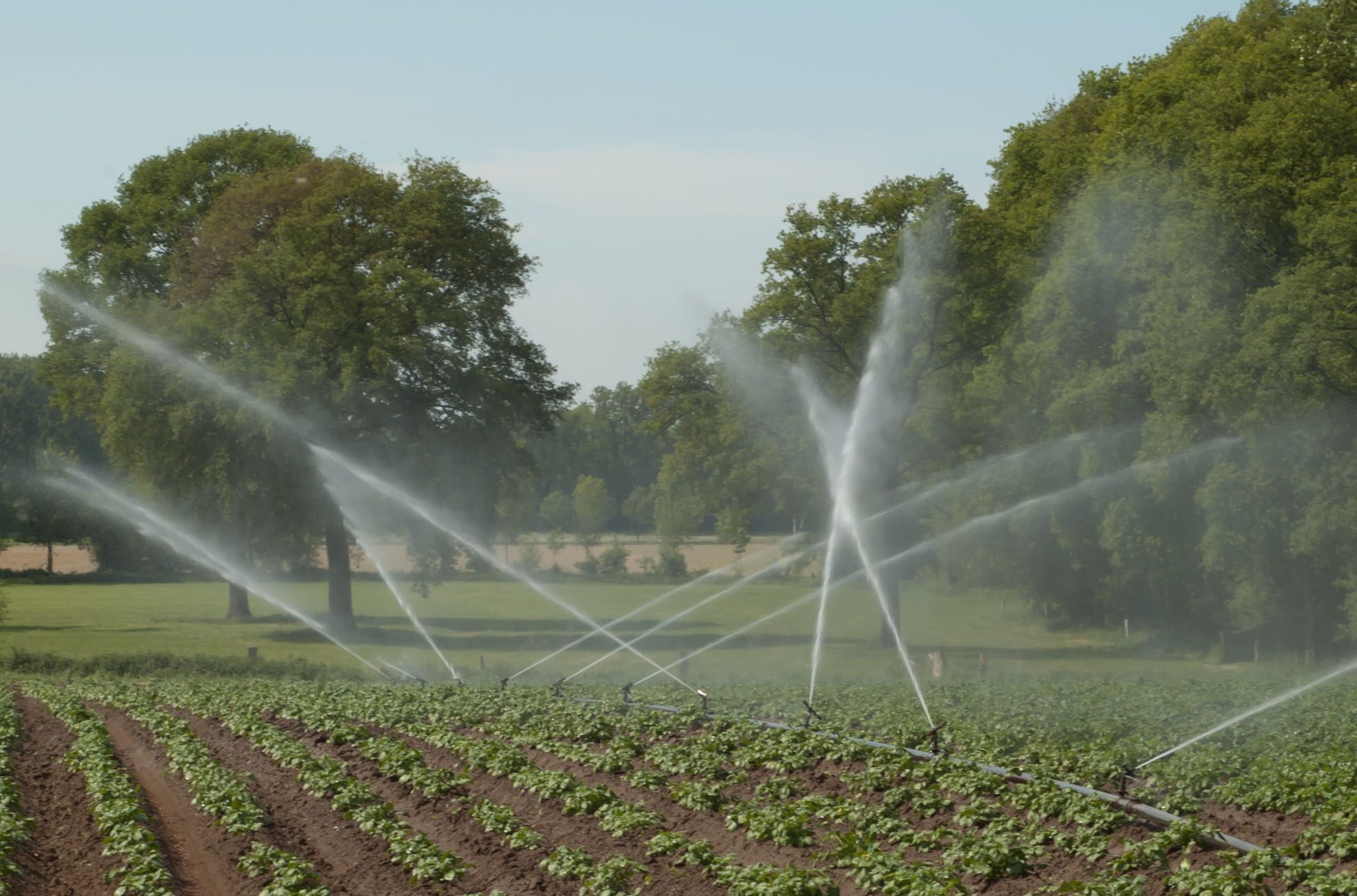
Das Beregnungssystem aus den nebenstehenden Bildern im Einsatz